# Фридрих Вилхелм III (Саксония-Алтенбург)
 Тази статия е за херцога на Саксония-Алтенбург.  За краля на Прусия вижте Фридрих Вилхелм III.  
Фридрих Вилхелм III фон Саксония-Алтенбург (на немски: Friedrich Wilhelm III von Sachsen-Altenburg) от рода на Ернестински Ветини, е последният херцог на Саксония-Алтенбург от 1669 до 1672 г. С неговата смърт измира линията Саксония-Алтенбург.

## Живот
Син е на херцог Фридрих Вилхелм II от Саксония-Алтенбург († 22 април 1669) и втората му съпруга принцеса Магдалена Сибила Саксонска († 6 януари 1668), най-малката дъщеря на курфюрст Йохан Георг I от Саксония и вдовица на датския тронпринц Кристиан.
На 12 години Фридрих Вилхелм III последва баща си като херцог на Саксония-Алтенбург. Той е под опекунството на курфюрст Йохан Георг II от Саксония и херцог Мориц от Саксония-Цайц. Младият херцог умира на 14 години на 14 април 1672 г. от едра шарка малко след завръщането си от пътуване до Дрезден. Погребан е на 17 юли в бащината му гробница в дворцовата църква на Алтенбург.
През 1672 г. Фридрих Вилхелм III е наследен от Ернст I, херцог на Саксония-Гота, съпруг на неговата братовчедка Елизабет София фон Саксония-Алтенбург (1619 – 1680).